# 鈴木重男

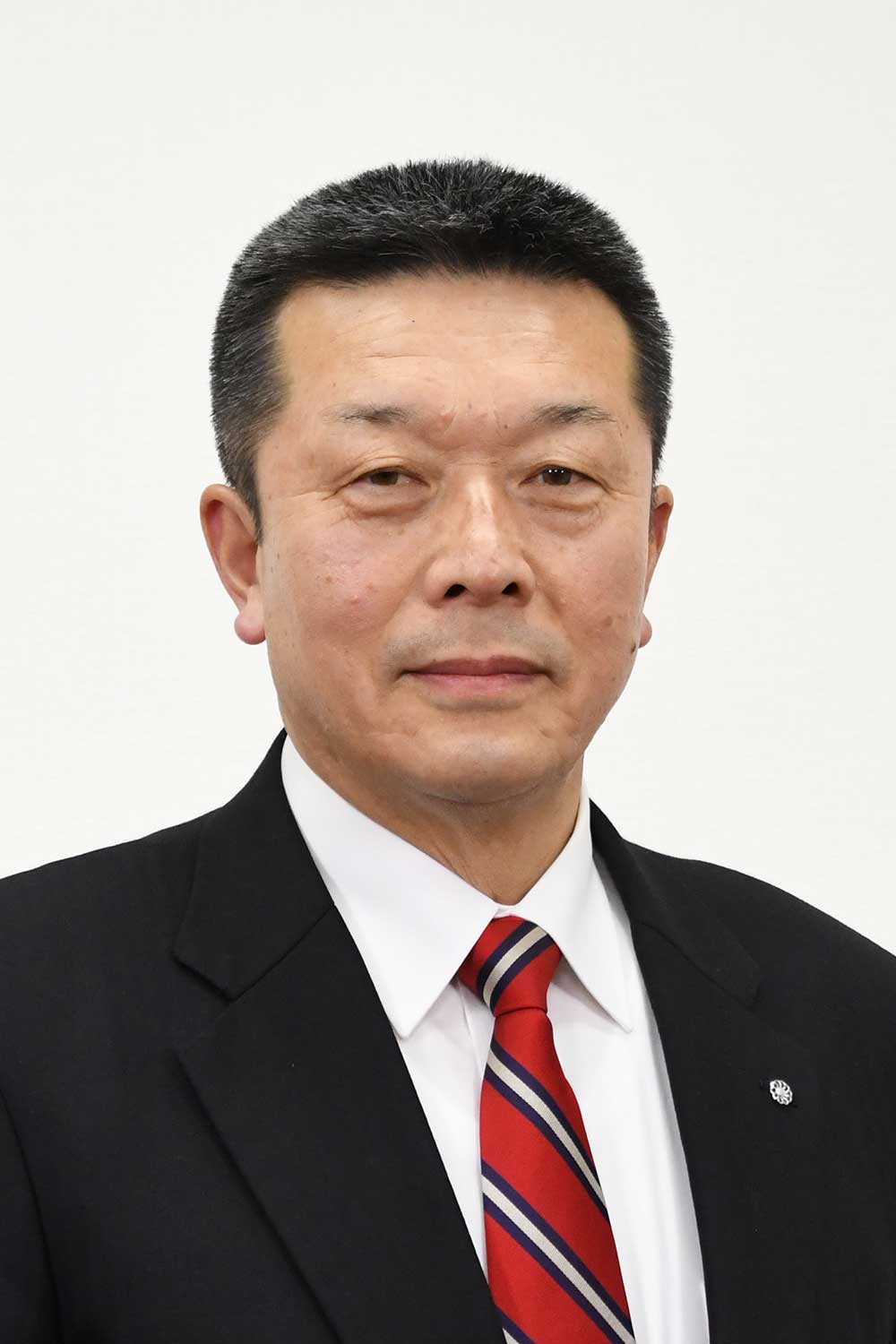
内閣府地方創生推進室より公表された肖像画像

鈴木 重男（すずき しげお、1955年2月4日 - ）は、日本の政治家。岩手県岩手郡葛巻町長。くずまきワイン常務取締役、葛巻町畜産開発公社理事長。

## 経歴
岩手県葛巻町小屋瀬地区出身。岩手県立葛巻高等学校を卒業後、町役場に就職。
葛巻町のワイン事業参入のために農業科学化研究所に派遣され、ブドウの栽培やワインの醸造技術を学ぶ。その後葛巻町でブドウ苗木の育成やワイン工場の設立に関与し、特用林産課長、事業部長を経て、1995年にくずまきワイン常務取締役に就任した。1999年からは葛巻町畜産開発公社の専務理事やくずまきワイン経営アドバイザーを兼任した。2007年の葛巻町長選で初当選し町長に就任し、現在3期目を務める。

## 著作
- 『ワインとミルクで地域おこし―岩手県葛巻町の挑戦』創森社、2001年